# Nisqy
Yasin Dinçer, plus connu sous le pseudonyme de Nisqy, est un joueur belge de League of Legends évoluant au poste de midlaner.

## Biographie

### Enfance et jeunesse
Né de parents turcs, Yasin Dinçer grandit en partageant avec ses trois grands frères la passion pour les jeux vidéos. Il joue sur les ordinateurs de ses aînés à Counter-Strike puis League of Legends qu’il installe à 12 ans, motivé par un cousin.
Le Bruxellois participe à ses premières compétition en Belgique en binôme avec Stefan « Nerroh » Pereira dans la jungle. Ensemble, ils évoluent dans les clubs PunchLine, InFamouS qui deviendra Team Oplon puis Melty jusqu'en 2017. Évoluant sous le pseudonyme de Nisqy, il devient très rapidement l'un des joueurs favoris du public francophone.

### Carrière
Nisqy va au bout de sa scolarité mais n’est pas diplômé. Soutenu par ses frères, il met en pause sa scolarité et devient joueur professionnel de jeux vidéo alors qu’il est à peine majeur,. Après six mois réussis chez l'académie de Fnatic, Nisqy rejoint EnVy qui évolue en League of Legends Championship Series (LCS), le championnat nord-américain de League of Legends.
En décembre 2018, le joueur professionnel belge poursuit sa carrière en LCS chez l'un des demi-finalistes des derniers championnats du monde : Cloud9. Au printemps 2020, Nisqy remporte la LCS avec Cloud9. Après un été plus difficile, il s’engage avec Fnatic et retourne en Europe,.
Lors du segment d'été 2021 de la League of Legends European Championship (LEC), il réalise une excellente saison pour permettre à Fnatic de se qualifier pour les championnats du monde et de terminer à la deuxième place du segment.
Après avoir été relégué en tant que remplaçant par Fnatic lors du segment de printemps 2022, il signe avec l'équipe espagnole de MAD Lions avant le segment estival. Son équipe termine deuxième du segment et il est désigné meilleur joueur du segment.
Le 23 avril 2023, Nisqy remporte son premier titre européen avec MAD Lions après avoir battu Team BDS en finale.
Après les Worlds 2023, Nisqy rejoint SK Gaming
Nisqy a été sans équipe durant tout le winter split de 2024 (oct 2024 - mars 2025). Il a annoncé le 05/03/2025 durant un live, qu'il rejoignait l'équipe de Vitality en LEC au poste de support. Son contrat est prévu jusqu'en Novembre 2025. Sa décision de rester mid-laner est temporairement suspendue, en fonction de ses performances en tant que support.